# Kadeem Allen
Pour les articles homonymes, voir Allen.
Kadeem Allen, né le 15 janvier 1993 à Wilmington en Caroline du Nord, est un joueur américain de basket-ball. Il évolue aux postes de meneur et d'arrière.

## Carrière universitaire
Kadeem Allen commence le basket-ball universitaire lors de la saison 2012-2013. Il effectue ses deux premières années avec le Hutchinson Community College (en) en NJCAA. À l'issue de sa deuxième saison, il est élu joueur des Junior Colleges de l'année avec une moyenne de 25,9 points par match soit la deuxième meilleure du pays,. 
Il rejoint ensuite les Wildcats de l'Arizona qui évoluent dans la conférence Pac-12 en Division I de la NCAA. Pour sa première année dans l'Arizona, il décide d'être Redshirt ce qui l'empêche de jouer en match officiel avec son équipe mais lui permet de rester à l'université une année de plus. Il débute donc la compétition lors de la saison 2015-2016 qu'il termine avec des moyennes de 8,4 points, 3,4 passes décisives et 3,1 rebonds par match. Kadeem Allen continue sa progression lors de sa dernière année universitaire. Le 17 décembre 2016, il réalise son record d'interceptions avec 5 steals contre les Aggies du Texas puis son record de points avec 18 unités lors de deux matchs consécutifs, le 1er janvier 2017 contre les Buffaloes du Colorado et le 12 janvier 2017 contre les Sun Devils d'Arizona State,. À l'issue de la saison, il est nommé dans la All-Conference Second Team ainsi que dans la Pac-12 All-Defensive Team.

## Carrière professionnelle

### Aux États-Unis

#### Celtics de Boston
Kadeem Allen est sélectionné à la 53e position par les Celtics de Boston lors de la draft 2017 de la NBA. Il signe alors un two-way contract ce qui signifie que son temps de jeu est partagé entre l'équipe NBA et les Red Claws du Maine, l'équipe de G League qui lui est affiliée,.
Le 29 janvier 2018, il est élu joueur de G League de la semaine après avoir marqué 38,0 points, délivré 6,5 passes décisives, récupéré 6,5 rebonds et intercepté 3,0 ballons en moyenne par match sur deux rencontres avec notamment un match à 46 points contre les Nets de Long Island soit la 4e meilleure performance de l'histoire des Red Claws.
Le 2 février 2018, il est nommé dans la Midseason All-NBA G League East Team aux côtés de son coéquipier Jabari Bird grâce à ses moyennes de 18,0 points, 5,0 passes décisives, 5,9 rebonds et 2,9 interceptions par match en 24 rencontres.
À l'issue de la saison 2017-2018 de G League, il fait partie de la NBA G League All-Defensive Team qui récompense les cinq meilleurs défenseurs du championnat.
Kadeem Allen est finalement coupé par les Celtics le 15 juillet 2018. Il y aura disputé 18 matchs pour une moyenne de 1,1 point par match.

#### Knicks de New York
Le 25 juillet 2018, il signe un contrat avec les Knicks de New York. Les termes n'en sont pas dévoilés mais le contrat semble être une invitation pour leur training camp d'été plutôt qu'une place dans l'effectif pour la saison suivante,. Cela se confirme lorsqu'il est coupé par le club le 13 octobre 2018 quelques jours avant le début de la saison 2018-2019. Il signe cependant un contrat avec les Knicks de Westchester, équipe de G League affiliée à la franchise new-yorkaise.
Le 14 janvier 2019, les Knicks le rappellent et Kadeem Allen récupère le deuxième two-way contract disponible par franchise laissé libre par la récente signature du nouveau contrat d'Allonzo Trier,. Il fait donc son retour dans la Grande Ligue pour la fin de saison 2018-2019. Le 11 février, soit quelques semaines après sa signature, il marque son record de points en carrière avec 25 unités chez les Cavaliers de Cleveland. 
Durant ces quelques mois, il réalise sa meilleure période dans l'élite en disputant 19 matchs de NBA pour des moyennes de 9,9 points, 4,0 passes décisives et 2,7 rebonds en 21,9 minutes par match. Il continue également de jouer en Gatorade League et figure pour la deuxième année consécutive dans la NBA G League All-Defensive Team.
Pour la saison 2019-2020, les Knicks lève l'option de son contrat lui offrant une deuxième saison avec l'équipe. Il perd cependant du temps de jeu dans un effectif très fourni sur les lignes arrières et évolue principalement en ligue mineure,. Il se contente donc de 11,7 minutes par match en 10 rencontres de NBA avant l'arrêt du championnat le 11 mars en raison de la pandémie de Covid-19.
Les Knicks rompent son contrat le 25 juin 2020 afin de l'offrir à Jared Harper, récemment coupé par les Suns de Phoenix,.

### En Europe

#### JL Bourg
Le 20 juillet 2020, la JL Bourg annonce la signature de Kadeem Allen pour la saison 2020-2021 de Jeep Élite. Il s'agit de sa première expérience européenne après trois saisons passées aux États-Unis entre la NBA et la G League.
Absent du voyage en Turquie pour le premier match européen de l'histoire du club à cause d'une contracture aux adducteurs, il fait ses débuts en EuroCoupe à domicile contre le Joventut Badalona quelques jours plus tard. En 15 minutes de jeu, il marque 7 points, délivre 5 passes décisives et prend 3 rebonds mais ne peut empêcher la défaite de son équipe 84 à 77, dominée par le duo d'anciens barcelonais Ribas et Tomić.
Le 7 janvier 2021, la JL Bourg annonce la rupture de son contrat, Allen ayant émis le souhait de ne pas revenir en France après la trève hivernale en raison de difficultés à s'intégrer dans un environnement européen loin de sa famille,.

## Palmarès

### Distinctions personnelles
- All-Conference Second Team et Pac-12 All-Defensive Team en 2017.
- Midseason All-NBA G League East Team en 2018.
- NBA G League All-Defensive Team en 2018 et 2019.

## Statistiques

### Universitaires
Les statistiques de Kadeem Allen en matchs universitaires sont les suivantes :
gras = ses meilleures performances
| Saison    | Équipe   | Matchs | 5 Dép. | Minutes | % Tirs | % 3pts | % LF | Rbds/m | PassD/m | Int/m | Ctrs/m | Pts/m |
| --------- | -------- | ------ | ------ | ------- | ------ | ------ | ---- | ------ | ------- | ----- | ------ | ----- |
| 2015-2016 | Arizona  | 34     | 28     | 24,9    | 46,5   | 36,0   | 70,5 | 3,1    | 3,6     | 1,0   | 0,8    | 8,4   |
| 2016-2017 | Arizona  | 34     | 33     | 30,0    | 45,3   | 42,7   | 74,1 | 4,0    | 3,0     | 1,6   | 0,6    | 9,8   |
| Carrière  | Carrière | 68     | 61     | 27,5    | 45,9   | 40,0   | 72,5 | 3,6    | 3,3     | 1,3   | 0,7    | 9,1   |

### Professionnelles

#### NBA
Les statistiques de Kadeem Allen en NBA sont les suivantes :
gras = ses meilleures performances
| Saison    | Équipe   | Matchs | 5 Dép. | Minutes | % Tirs | % 3pts | % LF | Rbds/m | PassD/m | Int/m | Ctrs/m | Pts/m |
| --------- | -------- | ------ | ------ | ------- | ------ | ------ | ---- | ------ | ------- | ----- | ------ | ----- |
| 2017-2018 | Boston   | 18     | 1      | 5,9     | 27,3   | 0,0    | 77,8 | 0,6    | 0,7     | 0,2   | 0,1    | 1,1   |
| 2018-2019 | New York | 19     | 1      | 21,9    | 46,1   | 47,2   | 77,8 | 2,7    | 4,0     | 0,8   | 0,2    | 9,9   |
| 2019-2020 | New York | 10     | 0      | 11,7    | 43,2   | 31,3   | 63,6 | 0,9    | 2,1     | 0,5   | 0,2    | 5,0   |
| Carrière  | Carrière | 47     | 2      | 13,6    | 43,5   | 34,9   | 75,7 | 1,5    | 2,3     | 0,5   | 0,2    | 5,5   |

#### G League
Les statistiques de Kadeem Allen en NBA Gatorade League sont les suivantes :
gras = ses meilleures performances
| Saison    | Équipe      | Matchs | 5 Dép. | Minutes | % Tirs | % 3pts | % LF | Rbds/m | PassD/m | Int/m | Ctrs/m | Pts/m |
| --------- | ----------- | ------ | ------ | ------- | ------ | ------ | ---- | ------ | ------- | ----- | ------ | ----- |
| 2017-2018 | Maine       | 34     | 33     | 34,5    | 44,6   | 30,0   | 73,2 | 5,5    | 5,0     | 2,2   | 0,8    | 17,7  |
| 2018-2019 | Westchester | 39     | 39     | 31,8    | 44,7   | 41,1   | 76,6 | 5,5    | 6,7     | 1,5   | 0,4    | 15,3  |
| 2019-2020 | Westchester | 24     | 24     | 28,8    | 39,5   | 26,1   | 82,8 | 4,6    | 5,3     | 1,3   | 0,7    | 13,8  |
| Carrière  | Carrière    | 97     | 96     | 32,0    | 43,5   | 32,1   | 76,2 | 5,3    | 5,8     | 1,7   | 0,6    | 15,8  |

## Records sur une rencontre en NBA
Les records personnels de Kadeem Allen en NBA sont les suivants, :
| Type de statistique        | Saison régulière | Saison régulière         | Saison régulière |
| Type de statistique        | Record           | Adversaire               | Date             |
| -------------------------- | ---------------- | ------------------------ | ---------------- |
| Points                     | 25               | @ Cavaliers de Cleveland | 11 février 2019  |
| Paniers marqués            | 10               | @ Cavaliers de Cleveland | 11 février 2019  |
| Paniers tentés             | 16               | @ Cavaliers de Cleveland | 11 février 2019  |
| Paniers à 3 points réussis | 3                | @ Bucks de Milwaukee     | 2 décembre 2019  |
| Paniers à 3 points tentés  | 4                | 2 fois                   | 2 fois           |
| Lancers francs réussis     | 5                | 2 fois                   | 2 fois           |
| Lancers francs tentés      | 8                | Pistons de Détroit       | 10 avril 2019    |
| Rebonds offensifs          | 2                | 2 fois                   | 2 fois           |
| Rebonds défensifs          | 5                | Pistons de Détroit       | 10 avril 2019    |
| Rebonds totaux             | 5                | 2 fois                   | 2 fois           |
| Passes décisives           | 9                | @ Hawks d'Atlanta        | 14 février 2019  |
| Interceptions              | 3                | 2 fois                   | 2 fois           |
| Contres                    | 1                | 8 fois                   | 8 fois           |
| Balles perdues             | 4                | 2 fois                   | 2 fois           |
| Minutes jouées             | 35               | Celtics de Boston        | 1er février 2019 |

- Double-double : 0
- Triple-double : 0